# Kilburn Park (London Underground)

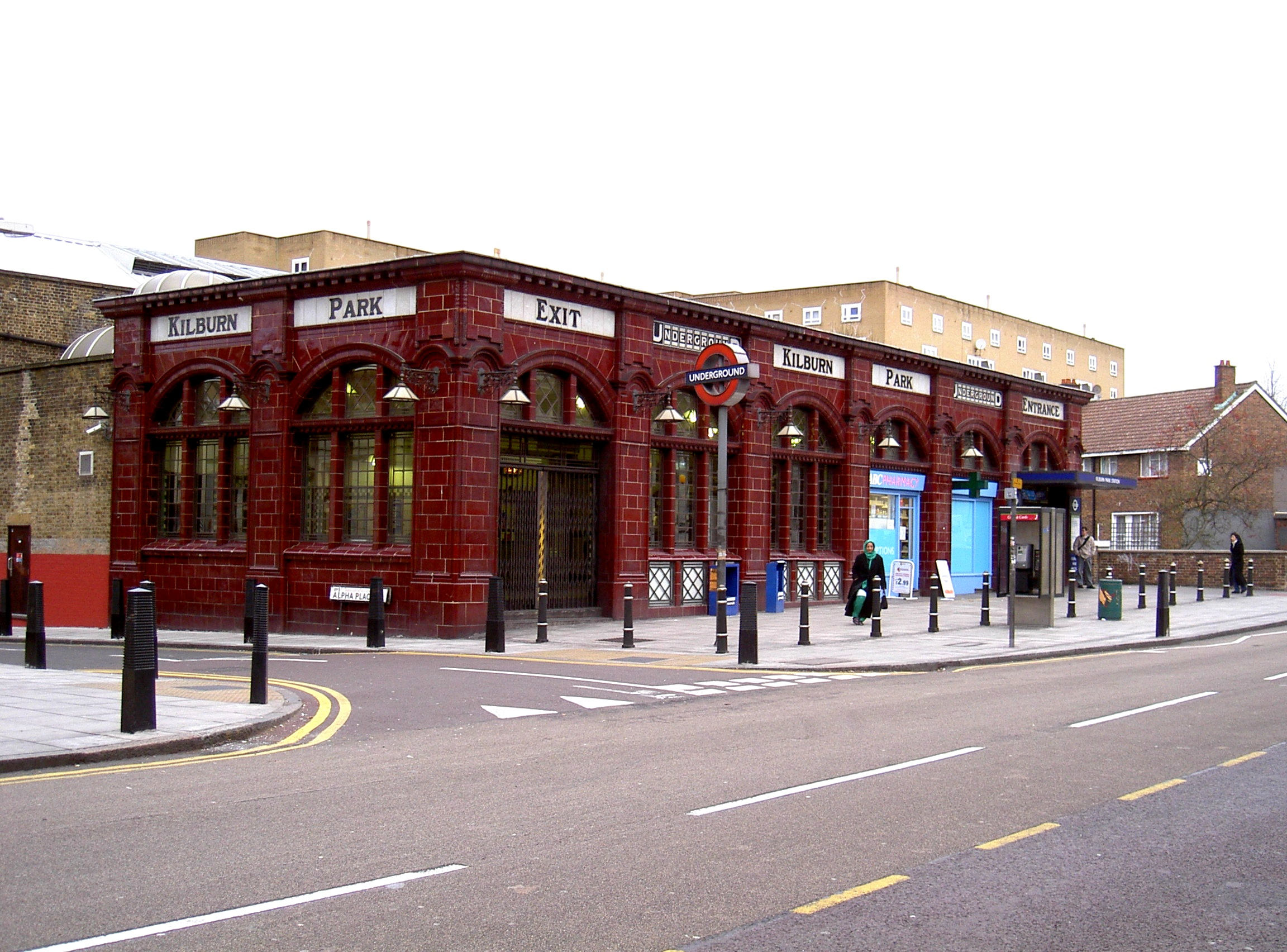
Stationsgebäude

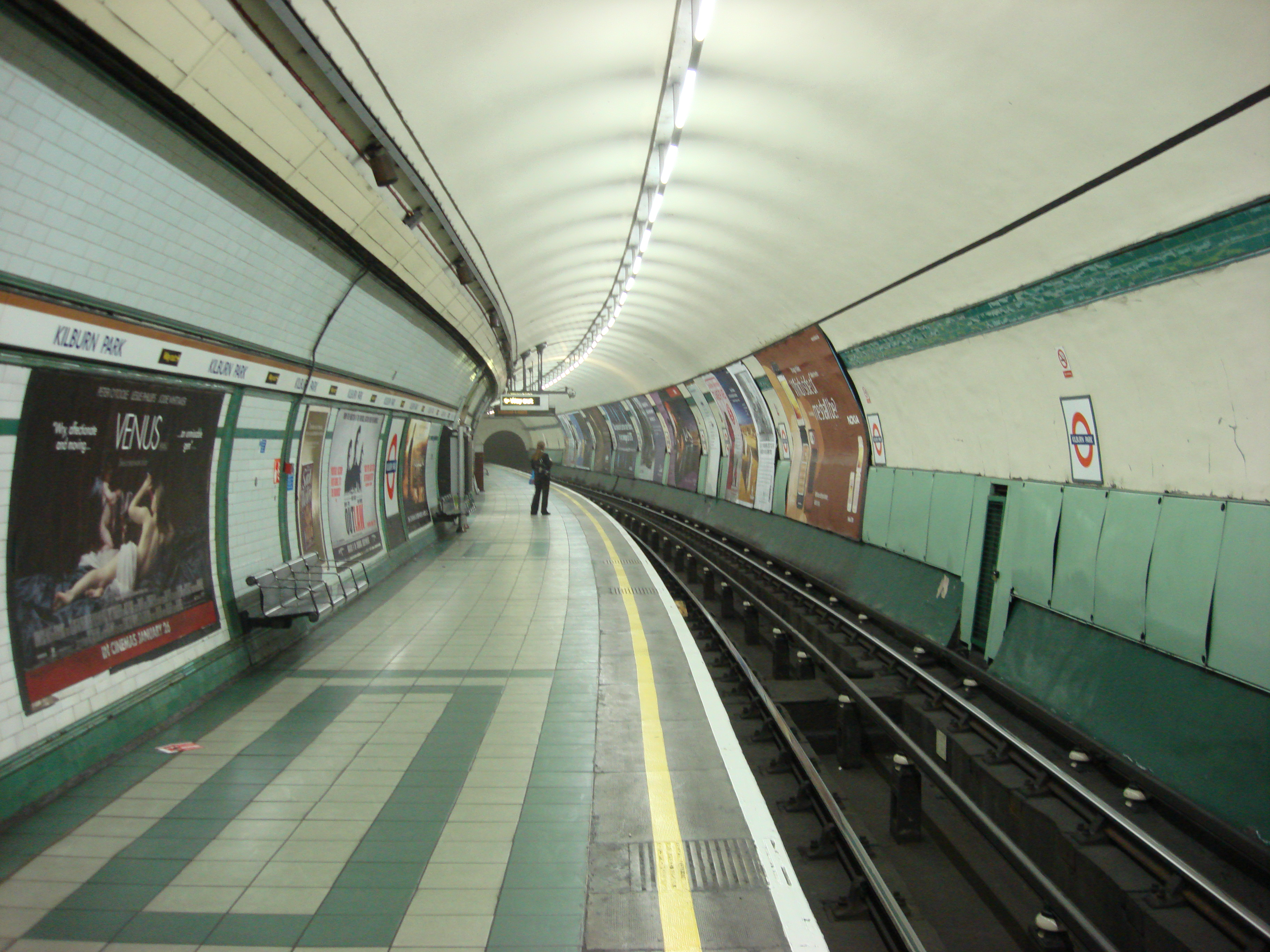
Bahnsteig

Kilburn Park ist eine unterirdische Station der London Underground im Stadtbezirk London Borough of Brent. Sie liegt in der Travelcard-Tarifzone 2 an der Cambridge Avenue. Im Jahr 2014 nutzten 3,38 Millionen Fahrgäste die von der Bakerloo Line bediente Station.
Das aus glasierten Terrakotta-Ziegeln bestehende und von Stanley Heaps entworfene Stationsgebäude ist vom Stil her ähnlich wie jene von Leslie Green, von dem die meisten Stationen der Bakerloo Line des frühen 20. Jahrhunderts stammen. Kilburn Park gehört zu den ersten Londoner U-Bahn-Stationen, bei denen von Anfang an Rolltreppen anstatt Aufzüge vorgesehen waren. Die Station steht seit 1979 unter Denkmalschutz (Grade II).
Die Eröffnung der Station erfolgte am 31. Januar 1915. Knapp zwei Wochen lang war hier die nordwestliche Endstation der Bakerloo Line, bis diese dann am 11. Februar nach Queen’s Park verlängert wurde.